# Хатулев, Виктор Викторович
Ви́ктор Ви́кторович Ха́тулев (17 февраля 1955, Рига — 7 октября 1994, Рига) — советский хоккеист, нападающий и защитник клуба «Динамо» (Рига) (1974—1981).

## Биография
С самого своего рождения проживал в Риге, в районе Юглы, в частном доме (ул. Трамплина, 8), построенном его семьёй.
В составе «Динамо» (Рига) — с сезона 1973/74. На раннем этапе карьеры играл на позиции нападающего, позже выступал как защитник.
В составе юниорской сборной СССР завоёвывал золотые медали на чемпионатах мира (1974, 1975). Признан лучшим нападающим чемпионата мира среди юниоров (1975). За первую сборную СССР играл на турнирах на приз «Известий» в 1977 и 1978 годах.
В 1975 году, в возрасте 20 лет, стал первым советским хоккеистом, выставленным на драфт в НХЛ. Был выбран клубами «Филадельфия Флайерз» и «Кливленд Крусейдерз». Это обстоятельство послужило поводом к травле Хатулева в СССР.
В декабре 1978 — январе 1979 играл в составе «Крыльев Советов» в матчах суперсерии-1978/79, забросил шайбу в ворота «Бостон Брюинз».
Перспектив легально продолжить карьеру в НХЛ у Хатулева не было, но советские власти регулярно припоминали ему драфт 1975 года: в 1976 году с него было снято звание мастера спорта, а в 1978 году он был дисквалифицирован на 2 года условно спорткомитетом Латвийской ССР. Стал невыездным. 29 января 1979 года во время домашнего матча чемпионата СССР против ЦСКА он ударил судью Михаила Галиновского, за что был дисквалифицирован и выведен из состава кандидатов в сборную. Поначалу дисквалификацию объявили пожизненной, однако в двух последующих сезонах (после Олимпиады в 1980 году) Хатулев всё же появлялся на площадке. Предложение перейти в ЦСКА, что требовало от него переезда в Москву, Хатулев проигнорировал. Всего провёл 197 игр за «Динамо», набрал 89 очков (42+47).
В возрасте 26 лет вынужден был уйти из большого хоккея. Работал таксистом, затем работал на складе, гравёром на кладбище. Стал злоупотреблять спиртным.
Был обнаружен мёртвым на улице 7 октября 1994 года.